# Élections législatives galloises de 2007
Les élections de l'Assemblée nationale du pays de Galles de 2007 se sont déroulées le 3 mai 2007. Ce sont les troisièmes élections pour l'Assemblée nationale du pays de Galles, créée en 1999.
Le Parti travailliste perd quatre sièges, trois au profit du Plaid Cymru et un au profit du Parti conservateur. Aucun des quatre partis majeurs ne remporte la majorité de 30 sièges nécessaire pour former un gouvernement. Une coalition réunissant travaillistes, conservateurs et libéraux-démocrates est envisagée, mais les pourparlers ne mènent à rien et c'est en fin de compte avec les nationalistes du Plaid Cymru que les travaillistes forment un gouvernement. Rhodri Morgan reste Premier ministre.

## Mode d'élection
Les 60 membres de l'Assemblée générale du pays de Galles sont élus suivant un système mixte. La région est divisée en 40 circonscriptions électorales qui élisent chacune un AM au scrutin uninominal majoritaire à un tour. Ces circonscriptions sont réunies en cinq régions électorales, qui élisent chacune quatre AM en suivant la méthode d'Hondt.

## Résultats

### Par circonscription (40)

Carte des résultats par circonscription.

| Circonscription                         | AMs                | Parti | Parti               |
| --------------------------------------- | ------------------ | ----- | ------------------- |
| Aberavon                                | Brian Gibbons      |       | Travailliste        |
| Aberconwy                               | Gareth Jones       |       | Plaid Cymru         |
| Alyn and Deeside                        | Carl Sargeant      |       | Travailliste        |
| Arfon                                   | Alun Ffred Jones   |       | Plaid Cymru         |
| Blaenau Gwent                           | Trish Law          |       | indépendante        |
| Brecon and Radnorshire                  | Kirsty Williams    |       | Libéraux-démocrates |
| Bridgend                                | Carwyn Jones       |       | Travailliste        |
| Caerphilly                              | Jeff Cuthbert      |       | Travailliste        |
| Cardiff Central                         | Jenny Randerson    |       | Libéraux-démocrates |
| Cardiff North                           | Jonathan Morgan    |       | Conservateur        |
| Cardiff South and Penarth               | Lorraine Barrett   |       | Travailliste        |
| Cardiff West                            | Rhodri Morgan      |       | Travailliste        |
| Carmarthen East and Dinefwr             | Rhodri Glyn Thomas |       | Plaid Cymru         |
| Carmarthen West and South Pembrokeshire | Angela Burns       |       | Conservateur        |
| Ceredigion                              | Elin Jones         |       | Plaid Cymru         |
| Clwyd South                             | Karen Sinclair     |       | Travailliste        |
| Clwyd West                              | Darren Millar      |       | Conservateur        |
| Cynon Valley                            | Christine Chapman  |       | Travailliste        |
| Delyn                                   | Sandy Mewies       |       | Travailliste        |
| Dwyfor Meirionnydd                      | Dafydd Elis-Thomas |       | Plaid Cymru         |
| Gower                                   | Edwina Hart        |       | Travailliste        |
| Islwyn                                  | Irene James        |       | Travailliste        |
| Llanelli                                | Helen Mary Jones   |       | Plaid Cymru         |
| Merthyr Tydfil and Rhymney              | Huw Lewis          |       | Travailliste        |
| Monmouth                                | Nick Ramsay        |       | Conservateur        |
| Montgomeryshire                         | Mick Bates         |       | Libéraux-démocrates |
| Neath                                   | Gwenda Thomas      |       | Travailliste        |
| Newport East                            | John Griffiths     |       | Travailliste        |
| Newport West                            | Rosemary Butler    |       | Travailliste        |
| Ogmore                                  | Janice Gregory     |       | Travailliste        |
| Pontypridd                              | Jane Davidson      |       | Travailliste        |
| Preseli Pembrokeshire                   | Paul Davies        |       | Conservateur        |
| Rhondda                                 | Leighton Andrews   |       | Travailliste        |
| Swansea East                            | Valerie Lloyd      |       | Travailliste        |
| Swansea West                            | Andrew Davies      |       | Travailliste        |
| Torfaen                                 | Lynne Neagle       |       | Travailliste        |
| Vale of Clwyd                           | Ann Jones          |       | Travailliste        |
| Vale of Glamorgan                       | Jane Hutt          |       | Travailliste        |
| Wrexham                                 | Lesley Griffiths   |       | Travailliste        |
| Ynys Môn                                | Ieuan Wyn Jones    |       | Plaid Cymru         |

### Par région (20)

Carte des résultats par région.

| Région              | AMs                 | Parti | Parti               |
| ------------------- | ------------------- | ----- | ------------------- |
| Mid and West Wales  | Nick Bourne         |       | Conservateur        |
| Mid and West Wales  | Alun Davies         |       | Travailliste        |
| Mid and West Wales  | Joyce Watson        |       | Travailliste        |
| Mid and West Wales  | Nerys Evans         |       | Plaid Cymru         |
| North Wales         | Brynle Williams     |       | Conservateur        |
| North Wales         | Mark Isherwood      |       | Conservateur        |
| North Wales         | Eleanor Burnham     |       | Libéraux-démocrates |
| North Wales         | Janet Ryder         |       | Plaid Cymru         |
| South Wales Central | David Melding       |       | Conservateur        |
| South Wales Central | Andrew R. T. Davies |       | Conservateur        |
| South Wales Central | Leanne Wood         |       | Plaid Cymru         |
| South Wales Central | Chris Franks        |       | Plaid Cymru         |
| South Wales East    | William Graham      |       | Conservateur        |
| South Wales East    | Michael German      |       | Libéraux-démocrates |
| South Wales East    | Jocelyn Davies      |       | Plaid Cymru         |
| South Wales East    | Mohammad Asghar     |       | Plaid Cymru         |
| South Wales West    | Alun Cairns         |       | Conservateur        |
| South Wales West    | Peter Black         |       | Libéraux-démocrates |
| South Wales West    | Bethan Jenkins      |       | Plaid Cymru         |
| South Wales West    | David Lloyd         |       | Plaid Cymru         |